# Gare d’Asnières-sur-Seine
Gare d’Asnières-sur-Seine vasútállomás Franciaországban, Asnières-sur-Seine településen.

## Vasútvonalak
Az állomást az alábbi vasútvonalak érintik:
- Párizs–Le Havre-vasútvonal

## Kapcsolódó állomások
A vasútállomáshoz az alábbi állomások vannak a legközelebb:
- Gare de Bécon-les-Bruyères (Gare de Cergy-le-Haut, Gare de Saint-Nom-la-Bretèche - Forêt de Marly, Gare de Versailles-Rive-Droite, Transilien line L)
- Gare de Clichy - Levallois (Paris Gare Saint-Lazare, Transilien line L)
- Gare de Houilles - Carrières-sur-Seine (Gare de Vernon, Transilien J vonal)
- Paris Gare Saint-Lazare (Paris Gare Saint-Lazare, Transilien J vonal)
- Gare de Bois-Colombes (Gare de Gisors, Gare d’Ermont - Eaubonne, Gare de Vernon, Transilien J vonal)